# Jeux afro-latino-américains
Les Jeux afro-latino-américains sont une compétition multisports n'ayant eu qu'une seule édition se déroulant du 11 au 18 août 1973 à Guadalajara (Mexique). L'événement réunit des sportifs et sportives venus d'Afrique et d'Amérique latine.

## Cérémonie d'ouverture
La cérémonie d'ouverture a lieu le 11 août 1973 au stade de la Révolution de Guadalajara et dure une heure et demie. Elle comporte notamment une parade des nations, des musiques et danses traditionnelles africaines, un allumage de torche, un lâcher de ballons et un discours de Jean-Claude Ganga, secrétaire du Conseil supérieur du sport en Afrique.  Les Jeux sont déclarés ouverts par le Secrétaire mexicain de la Défense nationale Hermenegildo Cuenca Díaz (es), après avoir lu un message du Président Luis Echeverría.

## Compétition
Vingt-sept nations et une région participent à ces Jeux afro-latino-américains.

### Athlétisme
La Ghanéenne Rose Amankwaah remporte la médaille d'or du 200 mètres, devant la Cubaine Eia Cabreja et la Nigériane Beatrice Ewuzie. La Kényane Mary Wagaki remporte la finale du 1 500 mètres devant la Ghanéenne Juliana Ohemeng dite Abelifi Mustang et la Guatémaltèque Yolanda Figuerona. Les deux premières places du 10 000 mètres masculin sont obtenues dans l'ordre par l'Éthiopien Miruts Yifter et le Kényan Richard Juma. Le 110 mètres haies masculin est remporté par le Kényan Fatwell Kimaiyo, le Sénégalais Abdoulaye Sarr étant médaillé d'argent et le Mexicain Rodolfo Chavira étant médaillé de bronze.
Le 3 000 mètres steeple est remporté par le Kényan Ben Jipcho tandis que la médaille d'argent est obtenue par l'Éthiopien Yohannes Mohamed et que le Kényan Evans Mogaka termine troisième ; néanmoins la médaille de bronze est attribuée au Mexicain Antonio Villanueva, le règlement stipulant qu'au maximum 2 médailles sont attribuées à un même continent par épreuve.

### Basket-ball
Une sélection d'Afrique de basket-ball est alignée, menée par le capitaine centrafricain Gaston Gambor et comptant notamment dans ses rangs le Sénégalais Abdou N'Diaye.

### Boxe
La compétition de boxe se déroule en deux temps ; un tournoi réservé aux latino-américains se déroule en trois tours, les vainqueurs de ce dernier affrontant ensuite en finale le représentant africain dans chaque catégorie.
La sélection africaine, coachée avant les Jeux par le Nigérian Hogan Bassey, est composée de trois Nigérians (Obisia Nwakpa, Isaac Ikhouria et Fatai Ayinla), un Ougandais (James Odwori), un Zambien (Timothy Feruka), un Tanzanien (Habibu Kinyogoli), deux Kényans (George Oduori et Peter Dula), un Tunisien (Mohamed Majeri), un Guinéen (Bella Sadio Barry) et un Soudanais (Ibrahim Abdullamin). Les Latino-Américains remportent sept des onze catégories.

### Football
Quatre sélections participent à la compétition, le Mexique, le Guatemala, l'Uruguay et la sélection d'Afrique. La compétition comporte deux phases ;  une phase de poule unique de quatre suivi d'une finale entre les 2 premiers de la poule.
La sélection africaine  termine troisième du tournoi selon les journaux de l'époque ; la RSSSF donne une quatrième place à la sélection africaine, les trois premiers étant le Mexique, le Guatemala et l'Uruguay, le Mexique battant en finale le Guatemala sur le score de 1-0 après prolongation.

## Bilan et futur de la compétition
L'Afrique remporte 26 médailles d'or, 23 médailles d'argent et 11 médailles de bronze tandis que l'Amérique latine obtient 8 médailles d'or, 10 médailles d'argent et 23 médailles de bronze.
Le président du Comité olympique mexicain Pedro Ramirez Vasquez déclare que toutes les délégations se sont accordées pour faire front commun dans le domaine du sport face aux deux superpuissances des États-Unis et de l'Union soviétique. Un communiqué émis à l'issue de la compétition par les organisateurs africains et latino-américains souligne que l'objectif de cette compétition, qui était de rassembler la jeunesse des deux continents, était atteint, et annonce  qu'une deuxième édition sera organisée en décembre 1975 dans un pays africain à déterminer ; elle ne se sera finalement jamais tenue.